# 敬徵
敬徵（1784年—1851年），爱新觉罗氏，清朝宗室，鑲白旗，第三族宗室質善佐領下人，官至兵部、工部尚書。
肅恭親王永錫第四子。嘉慶十年（1805年），敬徵封不入八分輔國公，賞一等侍衛兼委散秩大臣、副都統。嘉慶十七年（1812年）二月，授正白旗漢軍副都統，七月署理鑲黃旗蒙古副都統，嘉慶十八年（1813年）正月，充當正藍旗宗室總族長，九月兼任鑲紅旗護軍統領，嘉慶十九年（1814年）八月調鑲黃旗護軍統領。嘉慶二十二年（1817年），敬徵因失察宗室海康等修習紅陽教，被褫奪職務，謫居盛京。其後再被授予四等侍衛，乾清門行走。
道光初年，累遷工部侍郎，授內務府大臣，其後調任戶部。道光八年，敬徵偕同尚書王鼎察治長蘆鹽務，奏定歸補帑課章程。道光十二年（1832年），南河奸民陳堂等盜決于家灣官隄，朝廷命敬徵偕同尚書朱士彥前往勘察。其後上疏陳述：「諸口已合，壩下尚未閉氣，間有蟄陷。陳堂等 聽從逸犯陳端糾眾，以為從例問擬，疏防各官遣戍。通判張懋祖賠修壩工不實，罰賠枷號。覆勘湖河各工，請擇要興修，高堰、山盱卑矮石工，分年改砌碎石；信壩補還石工，智壩、仁河、義河壩改修以石底；裏河福興閘塌卸，急築；揚河西岸加高磚工，改拋碎石。」朝廷皆遵從他的見議。又會同兩江總督陶澍議制定淮鹽票引兼行，言官所論官票運私、侵礙暢岸、爭佔馬頭三者皆可無慮，下詔如同原來的議行。道光十四年（1834年），授職左都御史。偕同侍郎吳椿勘察浙江海塘，上疏言：「念里亭至尖山柴工尚資禦溜，石塘仍當修整，鎮海及戴 家橋汛議改竹簍，塊石不如條石坦水舊法為堅實。烏龍 廟以東，冬工暫緩。」回京後，擢升為兵部尚書，其後於十一月丙戌，接替宗室耆英，擔任工部尚書。道光十五年（1835年），以孝穆皇后、孝慎皇后梓宮奉安龍泉峪選擇的日子不慎，罷去尚書、都統之職，仍充內務府大臣。道光十六年（1836年）十一月庚子，接替宗室載銓，擔任清朝工部尚書，後改戶部尚書。署任戶部侍郎，累遷工部尚書，兼都統。東河總督栗毓美多用磚工，御史李蒓言其不便，命敬徵偕李蒓前往勘察。敬徵上疏陳述：「已辦磚工尚屬整齊，輿論謂保灘護崖可資其力。水深溜急之處，不及埽工鞏固，搶辦險工，未可深恃。請停止燒磚，改辦碎石。」朝廷聽從他的意見。後改戶部尚書。由賽尚阿接任。道光十八年（1838年），調任戶部。道光二十五年四月丙辰，接替裕誠，擔任清朝工部尚書，后革。由特登額接任。

## 家庭及關聯
- 五世祖：肅武親王豪格（1609年－1648年），清太宗文皇帝第一子，封和碩肅親王，授靖遠大將軍，革爵幽禁自盡；後追復肅親王，諡武，配饗太廟。
- 高世祖：顯懿親王富綬（1643年－1670年），豪格第四子，襲封和碩親王，改號為和碩顯親王，諡懿。
- 曾祖父：顯密親王丹臻（1665年－1702年），富綬第四子，襲封和碩顯親王，諡密。
- 祖父：追封肅親王成信（1688年－1758年），丹臻第二子，封三等奉國將軍，官至一等侍衛，追封和碩肅親王。
- 父：肅恭親王永錫（1753年－1821年），成信第五子，襲封和碩肅親王，官至領侍衛內大臣、閱兵大臣、宗人府宗令、鑲紅旗滿洲都統，諡恭。母繼福晋博爾濟吉特氏巡撫富呢雅杭阿之女。
- 嫡妻薩爾圖特氏，繼妻鈕祜祿氏。

## 延伸阅读
[在维基数据编辑]
 《清史稿·卷365》，出自趙爾巽《清史稿》
 在维基共享资源阅览影像